# シラキュース大学
シラキュース大学（Syracuse University）は、アメリカ合衆国ニューヨーク州のシラキュースにある私立大学である。略称は「Cuse」。
1870年にニューヨーク州リマにてメソジスト教会により「Genesee College」として創設された。合計12のschoolがあり、樹々や芝生に囲まれた緑豊かな自然と格調高い建物が調和した美しいキャンパスを誇る。学生数は18,247人（内、学部生12,268人、大学院生5,181人、ロースクール798人）。日本人学生は大学全体で50人程度在籍している。毎年卒業式には著名人がゲストスピーカーとして迎えられる。第46代アメリカ合衆国大統領ジョー・バイデンは1968年にシラキュース大学のロースクールを修了し、法務博士号を取得した。
公共政策分野では、マックスウェル行政大学院（Maxwell School）が全米TOP10にランキングされており名高い。
経営大学院（MBA提供校）のマーティン・J・ウィットマン・スクール・オブ・マネージメント（Whitman School）は全米TOP50前後となっている。
法科大学院のシラキュース大学ロースクール（SUCOL）は全米TOP100前後となっている。
ジャーナリズム学部は、通称「ニューハウススクール」と呼ばれる。マスコミ業界への登竜門として知られている。
2020年度版のランキングではUSニューズ&ワールド・レポートで全米54位、THE世界大学ランキングで世界251–300位、QS World University Rankingsで世界581-590位 と評価されている。
1946年にシラキュース大学により設立されたユーテカ大学（en:Utica University）は、教養学部中心の私立大学である。ユーティカ (ニューヨーク州)に立地している。

## キャンパス
大学はメインキャンパスと南キャンパスに分かれており、大半の学部はメインキャンパスにあり南キャンパスは学生寮で占めている。
メインキャンパスはシラキュース市に位置し、ニューヨーク州立大学と大学病院が隣接している。キャンパスにはゴルフ場もあり、小高い丘の上にあるため伝統的な大学の雰囲気がある。
メインキャンパスは北キャンパスとも呼ばれ、各スクールの建物や学生寮、ドーム、チャペルなどがひしめく。各建物に囲まれた広場は"The Quad”と呼ばれ、学生の憩いの場となっている。“Hall of Language”は大学のシンボル的建物。学生用のレストランや雑貨店はマーシャル・ストリート周辺に集中しており、寿司、中華料理、ピザ、メキシカン、タイ料理など国際色豊かな食事が楽しめる。
“Hendrick Chapel”はトム・クルーズ（シラキュース出身）出演の映画、「7月4日に生まれて」に使われた。

## オフキャンパス
学部生は最初の二年は寮に住む事を義務づけられているが、その後は各自でアパートを見付けキャンパス外で住む事が多い。寮に住んでいない学部生の主はユークリッド通りに住んでおり、日中は学生達で賑わい、週末はパーティー等が開かれアメリカならではの学生生活が楽しめる。

## スポーツ
カレッジスポーツが盛んである。シラキュース大学のスポーツチーム名は「シラキュース・オレンジ」、スクールカラーはオレンジである。キャンパス内にある5万人収容のドーム型スタジアム「キャリアー・ドーム」でアメリカンフットボールが開催される日は街中がお祭り騒ぎとなる。2003年には男子バスケットボールが全米チャンピオン、2004年ではラクロスが全米チャンピオンになった。NBAで人気のカーメロ・アンソニーはシラキュース大学をNCAAチャンピオンに導いた。

## 歴史
- 1870年 ロチェスター市の南にあるニューヨーク州リマにてメソジスト教会によってシラキュース大学の起源「Genesee College」設立。その後エリー運河の開通により文化的・産業的に発展してきたニューヨーク州北部で、教育機関設立の要望が高まり、産業の中心であったシラキュース市に移転。
- 1871年 41人の学生で最初のクラス開始（代数学、幾何学、ラテン語、ギリシャ語、歴史、生理学、演説法、修辞法）
- 1872年 薬学部設立。
- 1873年 全米初の美術学部「College of Visual and Performing Arts」設立。シンボル的建物「Hall of Language」落成。
- 1874年 学内機関紙「Daily Orange」の前身新聞が刊行。
- 1887年 世界的に名声のある「Leopold von Ranke」図書館を購入。
- 1890年 「オレンジ」が正式にスクールカラーに認定される。
- 1895年 法学部「College of Law」設立。
- 1901年 工学・コンピューターサイエンス学部「L.C. Smith College of Engineering and Computer Science」設立。
- 1905年 実業家「アンドリュー・カーネギーの寄付により「カーネギー図書館」落成。
- 1906年 教育学部「School of Education」設立。
- 1911年 大学院「Graduate School」設立。
- 1914年 情報学部「School of Information Studies」設立。
- 1918年 人間開発学部「College for Human Development」設立。
- 1919年 経営学部「The School of Management」設立。
- 1920年 メソジスト協会にこだわらない「Nonsectarian（無宗派）」と変更。
- 1924年 「マックスウェル行政大学院」設立。
- 1934年 「S.I. Newhouse School of Public Communications（ニューハウススクール）」設立。
- 1939年 全米初、学内機関紙の編集長が女性に。
- 1943年 看護学部「College of Nursing」設立。
- 1945年 建築学部「School of Architecture」設立。
- 1946年 第二次世界大戦の退役軍人の社会復帰に貢献する為、退役軍人の入学許可。以後陸軍・海軍の教育の一旦を任される。
- 1950年 薬学部「College of Medicine」をニューヨーク州立大学の一部に転籍。
- 1956年 社会福祉学部「School of Social Work」設立。
- 1958年 黒人初の生徒会長誕生。
- 1961年 ノーベル平和賞受賞のキング牧師がサドラーホールにて演説。
- 1983年 在校生のバネッサ・ウィリアムスがミスニューヨーク、ならびに黒人初のミスアメリカに選ばれる。
- 2021年 卒業生のジョー・バイデンが第46代アメリカ合衆国大統領に就任。

## 各スクール

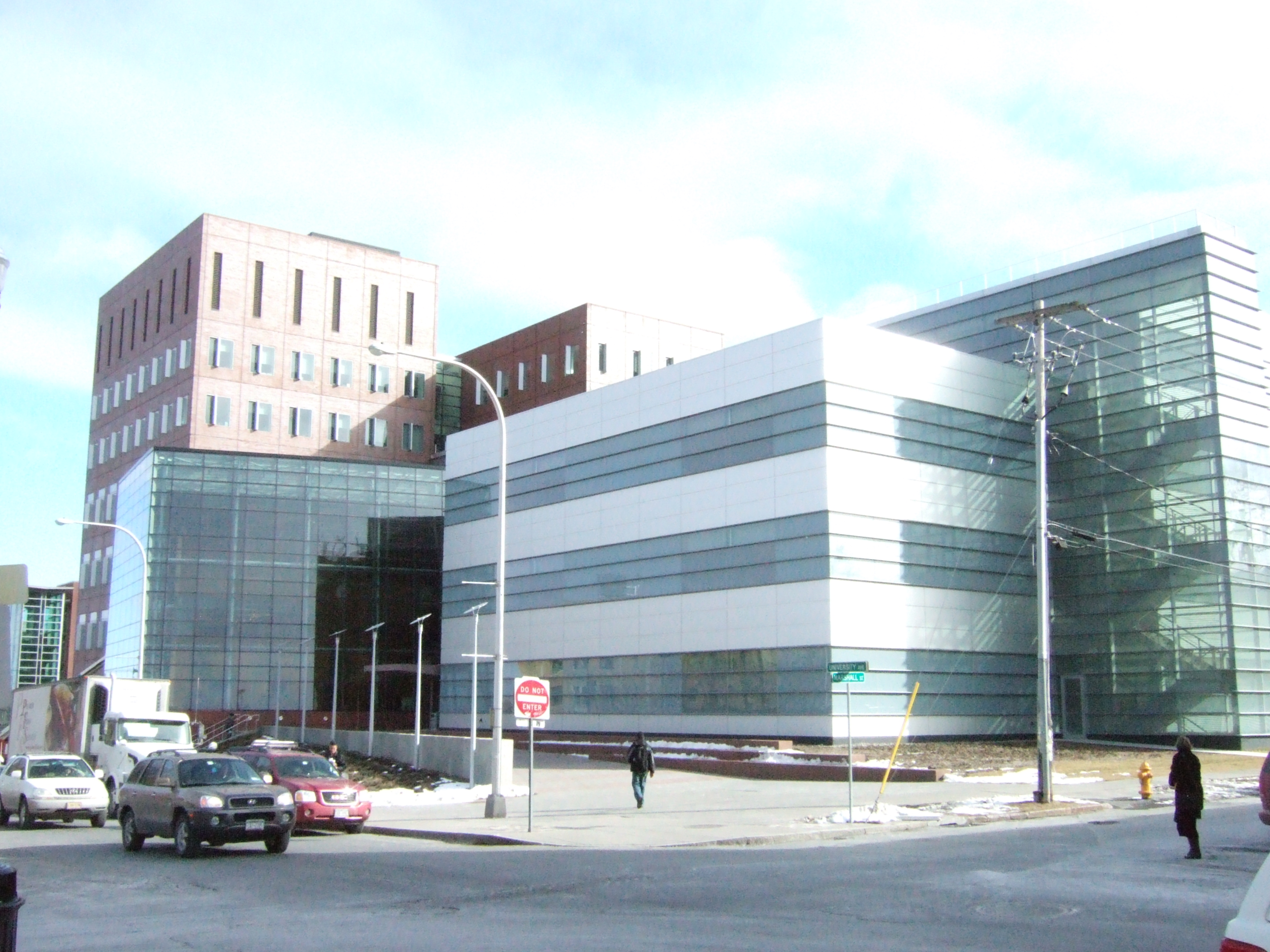
2006年完成のSOM新校舎

- “マーティン・J・ウィットマン・スクール・オブ・マネージメント”（通称SOM） 修士課程のMBAカリキュラムが有名。アントレプレナーでは米国大学の評価について信頼性の高いプリンストンレビューと最も有名なアントレプレナー専門誌、アントレプレナーマガジンの大学院部門で全米1位に選ばれた。また、同スクールのアントレプレナー部門を率いるモリス博士はFORTUNE誌が選ぶ全米TOP大学教授のアントレプレナー部門でも紹介されている。サプライチェーンで全米10位にランキングされる。当スクールの特徴として少人数制、多様な学生像（留学生比率50%超）、プリンストンレヴューにて全米で最もITアクセスが発達しているTOP10校舎と評価されている最新設備が挙げられる。また、2006年よりウィットマンスクールJAPAN　CLUBが大学の公式クラブ認定を受けスタートした。
- “マクスウェル”スクールは1924年に"Good Citizenship"についての教育を主目的にGeorge Holmes Maxwellによって創立され、現在では行政学や国際関係論を中心に、様々な社会科学分野の大学院教育を行っている。特に、行政学/公共政策論については、この分野のパイオニアでもあり、そのマスター課程近年でも U.S. News & World Report 誌のランキングにおいて連続して1位となるなど、高い評価を受けている[9]。国際関係論のマスターは高い評価を受けており、Foreign Policy誌のThe Best International Relations Schools in the Worldで16位の評価を受けている[10]。国際関係論のマスター過程は、International Relations/Affairs関連学部のトップ校の連盟、APSIAに加盟している為、連盟内の単位交換、ワシントンD.C.のマクスウェル分校で他連盟加盟校との共同授業が頻繁に行われている。この分野における2020年度版のTHE世界大学ランキングでは97位[11]、2020年度版のQS World University Rankingsでは101-150位[12] と評価されている。また、海外連盟校との交換留学などが盛んであり、日本の東京に位置する早稲田大学、新潟の国際大学、大阪の関西外国語大学との間で行われている。他に、韓国のソウルにある延世大学、中国北京の清華大学、南アフリカのケープタウン大学などが行われている。また、チリのサンチアゴ、イギリスのロンドン、スイスのジュネーブ、フランスのストラスブール、イスラエルのヘイズリア、ワシントンDCなどで、独自のプログラムを開講しており、1学期間、その地域に関する講習、または国際機関でのインターンをする事で、単位を取得する事ができる。また、マクスウェル内部でも、授業選択の自由度がかなり高い学部の為、マクスウェル内の他学部の授業を選択する事は日常茶飯事であり、他スクール（MBAなど）の受講も可能である。また、上記以外の世界各国の都市にでも、自らの希望で計画を立て、ることで留学、アメリカ国内単位交換という形で学生が散らばっている為、ネットワークは全米、全世界に広がっている。
- “Newhouse（ニューハウス）”全米屈指のジャーナリズム学部。アメリカの主要テレビ局には数多くの卒業生が就職しており業界内では卒業生ネットワークが形成されている。
- “School of Architecture” 建築学科
- “College of Arts and Sciences” 人文/科学学科
- “School of Education” 教育学部
- “L.C. Smith College of Engineering and Computer Science” 工学部
- “College of Human Ecology”
- “School of Information Studies” 情報学大学院　通称iSchool。2020年のUSニューズ&ワールド・レポートで全米4位に評価されるなど、毎年高い評価を得ている。学部では経営情報学、大学院では経営情報学と図書館学、データサイエンスを学ぶことができる。
- “College of Law” 法科大学院
- “College of Visual and Performing Arts”
- “University College”
- “The Graduate School”大学院

## 校歌
Where the vale of Onondaga（オノンダガの谷間が）
Meets the eastern sky（東の空に出会うところ）
Proudly stands our Alma Mater（誇り高く建つは我らが母校）
On her hilltop high.（丘の上高く）
Flag we love! Orange! Float for aye-（我らの愛するオレンジの旗！永久にはためく）
Old Syracuse, o'er thee,（古きシラキュース 汝を越えて）
Loyal be thy sons and daughters（汝の息子、娘に忠実に）
To thy memory.（汝の記憶に）

## 卒業式ゲストスピーカー

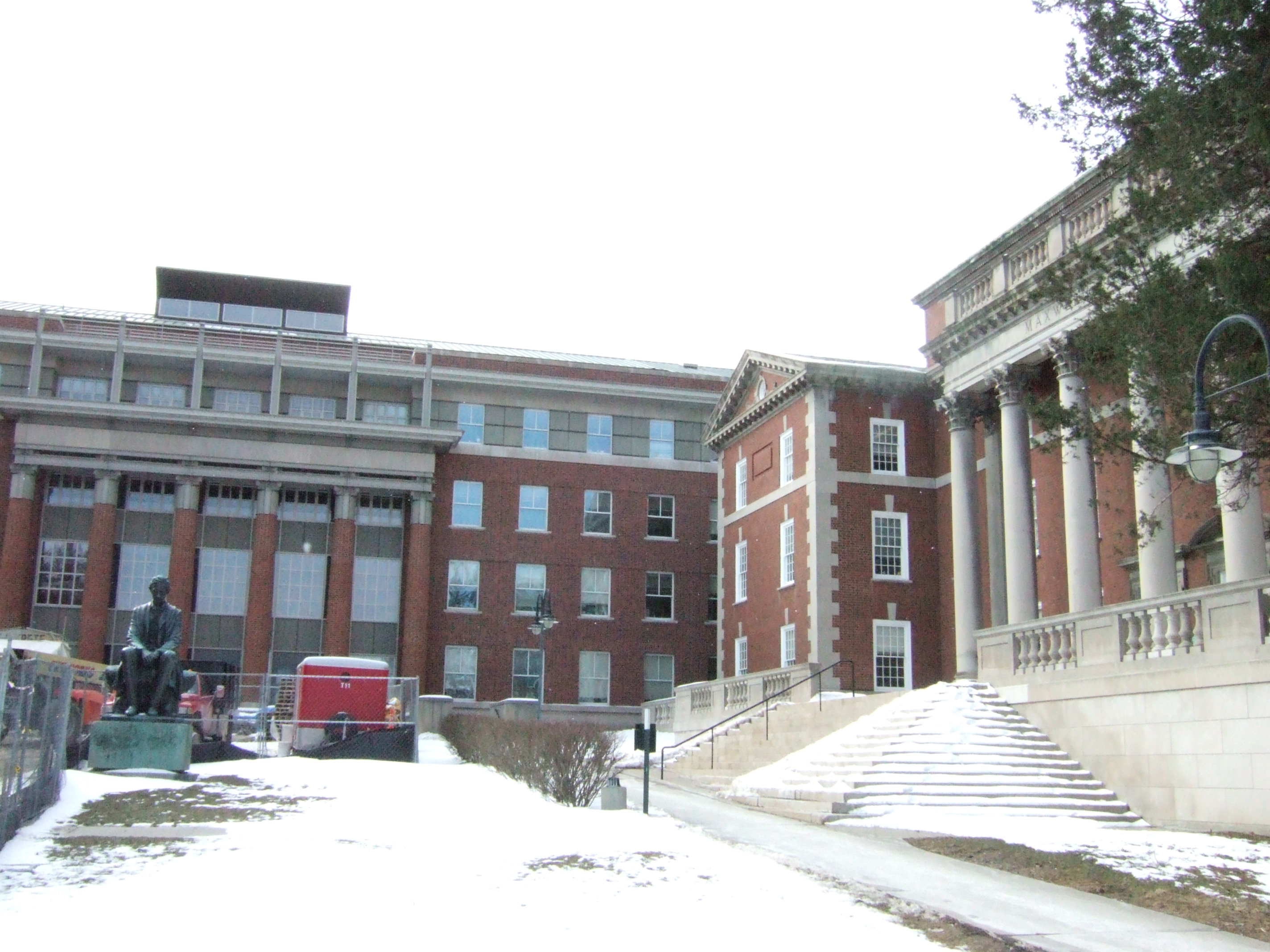
Maxwell School

以下は卒業式における著名なゲストスピーカーの一覧である。
- 2009年 - ジョー・バイデン（第46代アメリカ合衆国大統領）
- 2006年 - ビリー・ジョエル（作曲家、歌手）
- 2005年 - ジェーン・グドール（イギリスの霊長類学者、動物行動学者、人類学者）
- 2004年 - フィリシア・ラシャド（女優）
- 2003年 - ウィリアム・J・クリントン（アメリカ大統領）
- 2002年 - ルドルフ・ジュリアーニ（ニューヨーク市長）
- 2001年 - アイリーン・コリンズ（SU卒の宇宙飛行士。女性初のスペースシャトルパイロット）
- 2000年 - テッド・コッペル（SU卒のジャーナリスト）
- 1999年 - チャールズ・シューマー（上院議員）
- 1994年 - カート・ヴォネガット（小説家）
- 1982年 - テッド・コッペル
- 1981年 - アレクサンダー・ヘイグ（アメリカ国務長官）
- 1969年 - ウィリアム・F・バックリー（ジャーナリスト）
- 1966年 - ネルソン・ロックフェラー（ニューヨーク市長、アメリカ副大統領）
- 1965年 - ロバート・F・ケネディ（上院議員、ジョン・F・ケネディの実弟）
- 1961年 - アイン・ランド（小説家）
- 1960年 - ハリー・S・トルーマン（アメリカ大統領）
- 1957年 - ジョン・F・ケネディ（アメリカ大統領）
- 1937年 - ハーバート・C・フーヴァー（アメリカ大統領）
- 1930年 - フランクリン・D・ルーズベルト（アメリカ大統領）

## 主な卒業生

### 日本人卒業生
政治
- 大田昌秀 - 沖縄県知事
- 荒井正吾 - 奈良県知事
- 小紫雅史 - 奈良県生駒市長

行政
- 市川恵一 - 外務省北米局長
- 藤井直樹−元国土交通省事務次官
- 松下康雄 - 日本銀行総裁、大蔵事務次官、さくら銀行会長
- 塚本壽雄 - 総務省行政評価局長、早稲田大学大学公共経営大学院教授
- 堀江正弘 - 総務省総務審議官、政策研究大学院大学副学長
- 高谷正哲 -　東京オリンピック・パラリンピック競技大会組織委員会スポークスパーソン

その他
- 今村正樹 - 偕成社社長、出版梓会理事長
- 竹村健一 - 政治評論家
- 飯野正子 - 津田塾大学学長
- 伊比恵子 - ミス日本グランプリ、アカデミー賞受賞者
- 八幡惠介 - 米国半導体協会副会長
- 大伴昭 - パンパシフィックエンタープライズ社代表取締役会長
- 船原長生 - 映画監督
- 桑原哲也 - 神戸大学大学院経営学研究科教授
- 上野信三 - 多摩大学大学院教授
- 廣嶌忍 - 岐阜大学教育学部助教授
- 三輪眞木子 - 放送大学教授
- 原田敬一 - 千葉大学名誉教授、アメリカ文学
- 手塚麻美 - 中部大学教授
- 若山俊弘 - 国際大学研究所所長
- 小峯弘靖 - PHP総合研究所国際問題研究部副主任研究員
- 大谷吉生 - 金沢大学工学部教授
- 古賀崇 - 天理大学教授、図書館情報学
- 土橋信男 - 北星学園大学元学長、元札幌市教育長
- 金山智子 - 慶應義塾大学メディアコミュニケーション助教授
- 田中敏弘 - 関西学院大学名誉教授、長崎県立大学元学長、経済学史学会元代表幹事
- 吉田友子 - 慶應義塾大学商学部助教授
- 廣瀬久允 - 青山学院大学 大学宗教主任、法学部教授
- 高村宏子 - 東洋学園大学 人文学部教授
- 小坂紀一郎 - 帝京大学法学部教授
- 西出優子 - 東北大学大学院経済学研究科准教授
- 川﨑 晶子 - 立教大学コミュニティ福祉学部教授
- 吉田直樹 - フィネガン、ヘンダーソン、ファラボー、ギャレット&ダナー外国法事務弁護士事務所所属弁護士
- 西出順郎 - 明治大学公共政策大学院ガバナンス研究科教授
- 能智正博 - 東京大学大学院教育学研究科准教授
- 粂井輝子 - 白百合女子大学英語英文学科教授
- 芳澤毅 - 琉球大学教育学部名誉教授
- 上野信三 - DY&Rネットワーク名誉会長、電通サドラー・アンド・ヘネシー取締役相談役。多摩大学大学院客員教授
- 塚本鋭司 - 愛知大学国際コミュニケーション学部教授
- 国松徹 - 読売新聞東京本社 経済部次長
- 河村正二 - 東京大学大学院新領域創成科学研究科先端生命科学専攻助教授
- リチャード松本 - 富士通システムソリューションズ ビジネス改革推進本部に所属
- 高田杜康 - 中部ペンクラブ会員
- 徳岡孝夫 - ジャーナリスト
- 廣嶌忍 - 岐阜大学教育学部助教授。言語聴覚士、臨床発達心理士
- 緒方孝文 - 駒沢女子大学教授
- 米山梅吉 - 元貴族院議員、三井信託株式会社創立者、緑岡小学校（現 青山学院初等部）創立者
- 菅澤崇 - 産経新聞大阪本社 神戸総局長

### 文学・芸術
- スティーヴン・クレイン - 小説家
- カーライル・フロイド - オペラ作曲家
- クレメント・グリーンバーグ - 芸術評論家
- ヘンリー・グレーテル - ファッションデザイナー
- ベッツィ・ジョンソン - ファッションデザイナー
- ウォーレン・ギンブル - フォークアーティスト
- ジョセフ・S・コズラウスキー - 画家
- ソル・ルウィット - 彫刻家

- ジョン・D・マクドナルド - 小説家

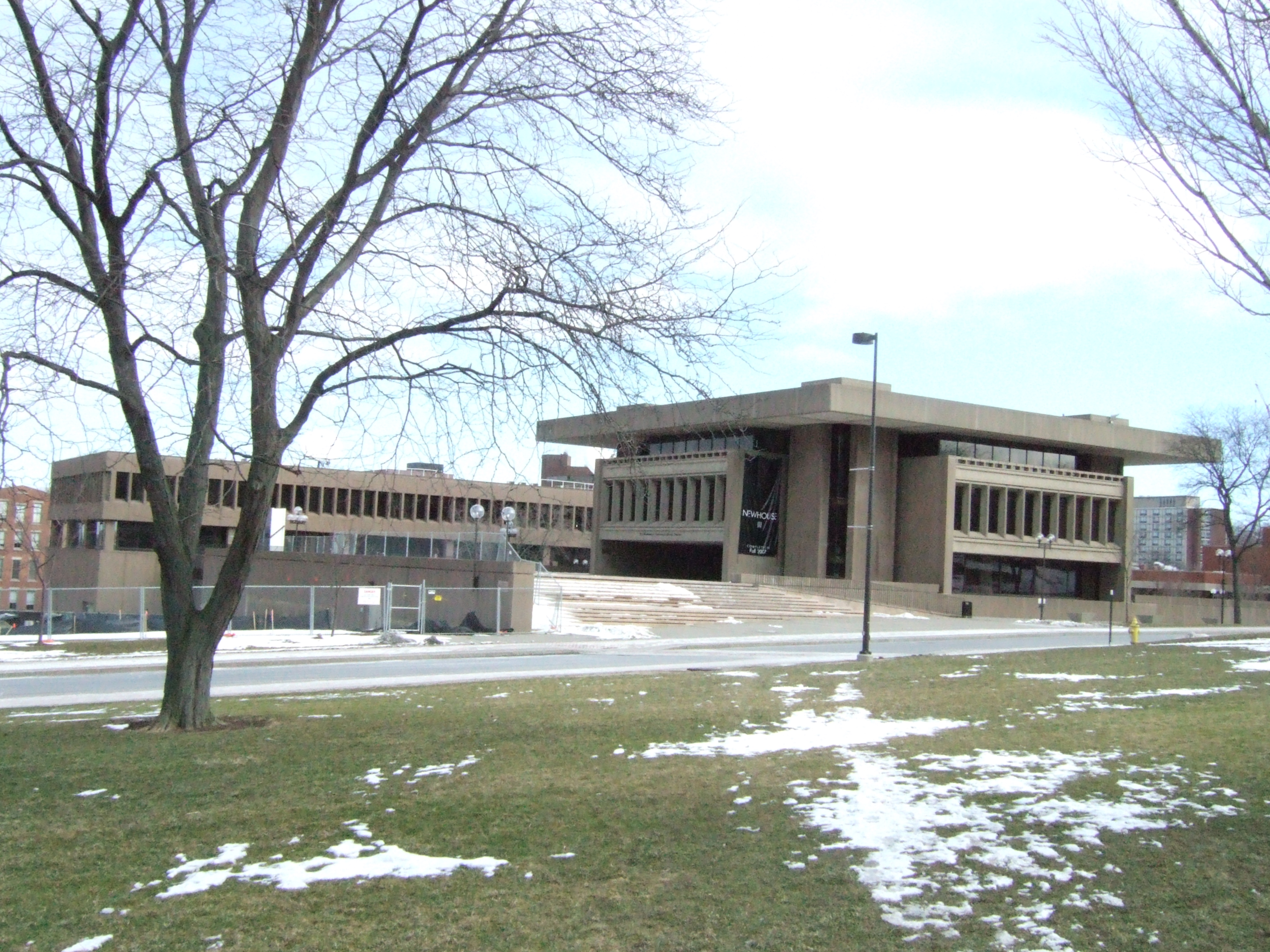
New House

- ロバート・マンコフ - 漫画家、The New Yorker誌編集者
- ドナルド・マルティーノ - ピュリッツァー賞受賞作曲家
- ジョイス・キャロル・オーツ - 小説家
- ロバート・オコナー - 小説家
- デイヴィッド・ロス - 学芸員
- ウィリアム・サファイア - 元ニューヨーク・タイムズ紙コラムニスト
- アリス・シーボルド - 小説家
- ルー・リード - ロックミュージシャン
- マリリン・ミンター - 画家
- ムスアブ・アブートーハ - 詩人
- ギャップ・マンジョーネ - ジャズピアニスト

### 実業界
- ウィリアム・F・アレン - ウェルチ・アレン社 設立者兼CEO
- アル・ワリード王子 - サウジアラビア国王の甥。キングダム・ホールディング・カンパニー 設立者兼社長
- ダニエル・アニエロ - カーライル・グループ社 設立者
- スティーヴ・バーンズ - ベインキャピタル社 取締役
- Mark Begor - GE Card Services社 社長兼CEO
- ボブ・ベレンソン - グレイ グローバル グループ社 副社長兼ジェネラルマネージャー
- William J. Brodsky -  シカゴ先物オプション取引所 (CBOE) 社長
- Angel Collado-Schwarz - NAZCA Saatchi & Saatchi社 社長
- John Couri - Duty Free International社 設立者
- アーサー・クラメス - Bear, Stearns and Co社 取締役
- Gerald B. Cramer - Cramer Rosenthal & McGlynn社 社長
- John H. Chapple - Nextel Partners Inc社 社長
- Bruce Fowle - Fox & Fowle Architects社 建築家
- Sue Frieden - Ernst & Young社 グローバルマネージングパートナー
- Walter B. Gerken- PIMCO Advisors社 元社長兼CEO
- Kenneth Goodman - Forest Laboratories社 社長兼COO
- Louis Giuliano - ITT Industries社 社長兼CEO
- アダム・グロス - Ayers Saint Gross 建築家

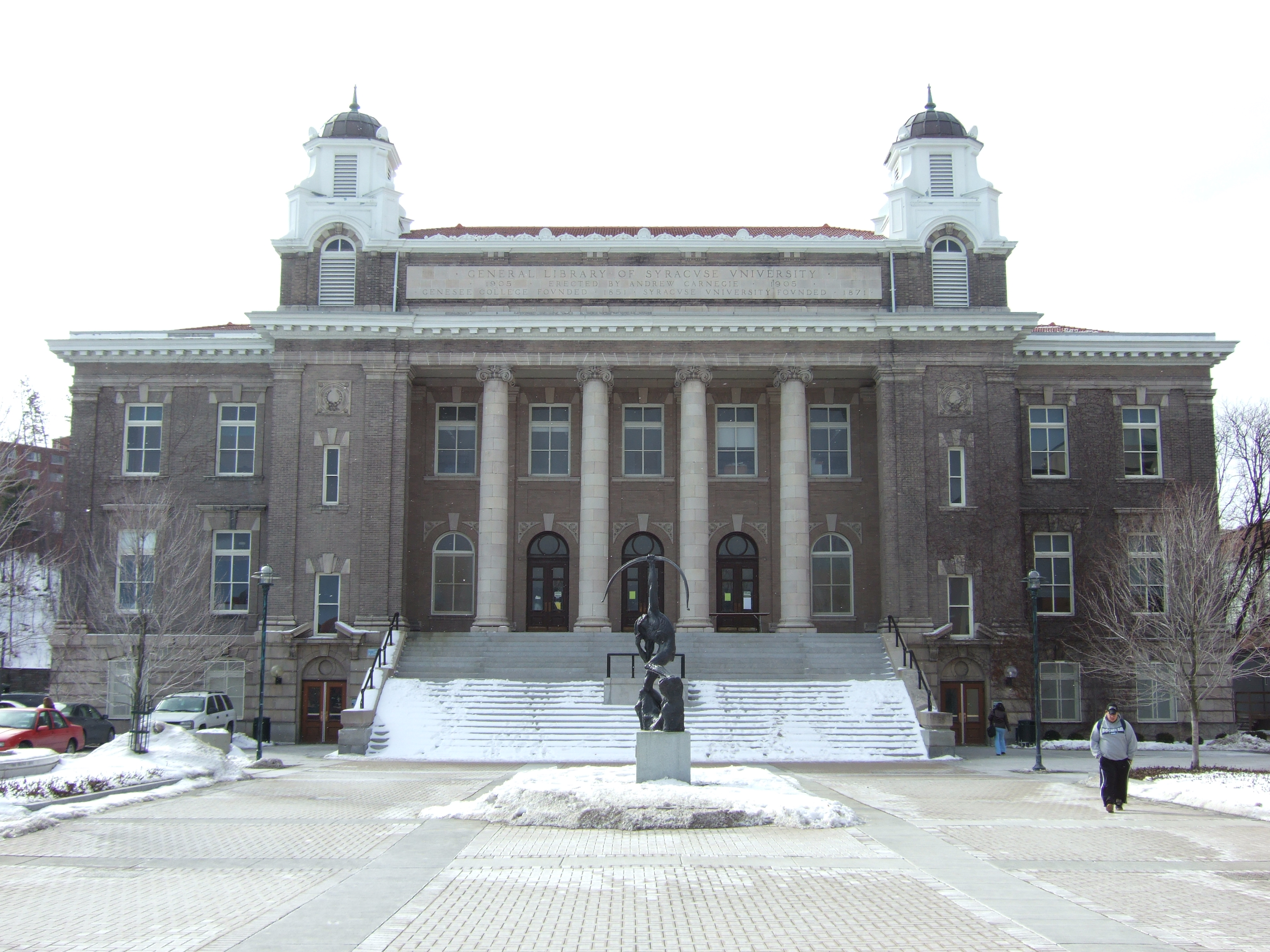
図書館

- Irwin Guttag - ニューヨーク証券取引所 元社長
- リチャード・S・ハイデン - 自由の女神像保全責任建築家
- パトリック・J・ヘニンガン - モルガン・スタンレー社 取締役
- ジョアンナ・ヒル - ゴールドマン・サックス社 取締役
- ウィリアム・ジェームズ - Lazard Freres & Company社 取締役
- Richard Kirshenbaum - Kirshenbaum Bond & Partners社 社長
- E. Floyd Kvamme- Partner Emeritus at クライナー・パーキンス・コーフィールド・アンド・バイヤーズ。ベンチャーキャピタリスト
- Kenneth Leibler - ボストン証券取引所 社長
- Robert Menschel - ゴールドマン・サックス社 設立者
- Walter G. Montgomery - Robinson Lerer and Montgomery社 協同出資者
- Ronald P. O'Hanley - Mellon Financial Corporation社 副社長
- Akira Ohtomo- パンパシフィック・エンタープライズ・ジャパン社 設立者兼CEO
- Michael Perlis - ソフトバンクキャピタル 協同出資者
- Elliott I. Portnoy - Sonnenschein, Nath & Rosenthal社 協同出資者
- Bob Reichblum - WebFN社 CEO
- Jonathan D. Resnick - Jack Resnick & Sons社 取締役
- アーサー・ロック- 伝説の投資銀行家。ベンチャーキャピタル産業の父。「ベンチャーキャピタリスト」という言葉の生みの親。
- デヴィッド・ロックウェル - ロックウェル・インターナショナル社 設立者兼CEO
- Ian Schrager - Studio 54 club 元オーナー
- Werner seligmann|Werner Seligmann - 建築家
- Bob Seltzer- Ogilvy PR Worldwide社 社長兼CEO
- Susan C. Volcker Penny - Associated Mezzanine Investors社 共同出資者兼取締役
- Eugen von Baden-Manners-Schleswig- 独DIY Enterprises社 設立者
- George Warrington - Amtrak社 元社長
- マーティン・ウィットマン - Third Avenue Management社 設立者兼社長
- ピーター・グーバー - 映画プロデューサー、ロサンゼルス・ドジャース・オーナー

### マスメディア
- Judy Freudberg- セサミストリート著者。映画『An American Tale』『The Land Before Time』原作者
- マーヴ・アルバート- スポーツキャスター
- L. Kelly Atkinson, Jr. - 「NBC Sports」ディレクター
- Len Berman - スポーツキャスター
- Joe Castiglione- スポーツキャスター
- プリシラ・チャン(Priscilla Chan) - 香港で活躍中の歌手
- ディック・クラーク - 「American Bandstand」テレビプロデューサー
- ボブ・コスタス - NBCスポーツキャスター
- テイ・ディグス - 俳優
- Richard Dobbis - ソニー・ミュージックインターナショナル 元社長
- Bob Dotson - ジャーナリスト
- フレッド・ドレスラー - タイムワーナー ケーブル 社長
- イアン・イーグル - スポーツキャスター
- メアリー・カルヴィ－CBS放送ニュースキャスター・ジャーナリスト　準首席で卒業
- ピーター・フォーク - 俳優。『刑事コロンボ』役で有名。

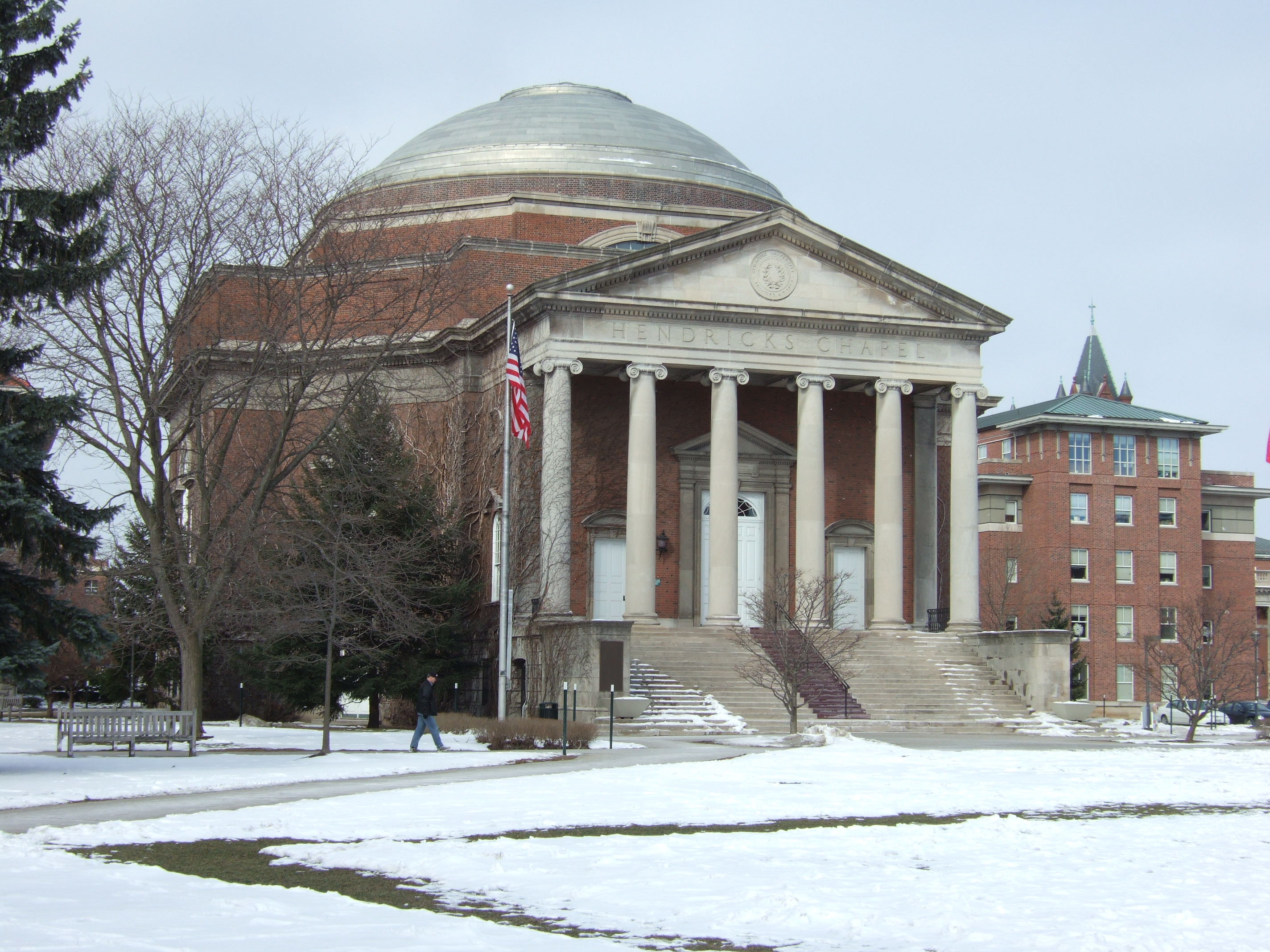
Hendrick Chapel

- デヴィッド・フォーク - 「SFX Sports Group」社長兼CEO
- アラン・フランク - Post-Newsweek Stations社 社長
- ルース・フレムソン - ピュリッツァー賞受賞写真家
- マーティ・グリックマン - スポーツキャスター
- Carl Gottlieb - 映画『ジョーズ』脚本家
- Ed Goren- FOXスポーツ社 社長
- Peter Guber - コロンビア・ピクチャーズ社 元スタジオ局長。Mandalay Entertainment社 CEO
- ロバート・ハリムJr - ホールマーク・カーズ社 社長兼CEO
- レイモンド・ヤンセン - Newsday Inc.社 社長
- テッド・コッペル - ブロードキャストジャーナリスト
- ラリー・クラマー - CBS Marketwatch.com社 社長
- スティーブ・クロフト - CBSの報道番組『60 Minutes』編集者
- Michael Kranish - ジャーナリスト
- フランク・ランジェラ - 俳優
- ロブ・リー - Creative Artists Agency社 共同出資者
- L・ロス・ラブ - Blue Chip Broadcasting社 社長兼CEO
- フランク・マリオン - 映画産業先駆者
- Sean McDonough - ESPNスポーツキャスター
- Christopher McGurk - MGM副社長兼COO
- Bob Miron - Advance/Newhouse Communications社 社長兼CEO
- サミュエル・アーヴィング・ニューハウス・ジュニア - アドバンス・パブリケーションズ会長
- ドナルド・ニューハウス - アドバンス・パブリケーションズ社長
- Lowell “Bud” Paxson- Pax TV社 社長兼CEO。ホーム・ショッピング・ネットワーク（英語版）社 設立者
- ハワード・ポルスキン - 米国ソニー副社長
- Phil Quartararo - 北米EMIレコード副社長
- Maria Sansone - テレビプレゼンテーター
- トム・エヴェレット・スコット - 俳優
- アルン・ショウリー - インドのジャーナリスト、政治家
- フレッド・シルバーマン - CBSテレビ元副社長、ABCテレビ部門元社長、NBCテレビ元社長[13]
- アーロン・ソーキン - 『ザ・ホワイトハウス』脚本家
- マーク・スティーヴンス - Time-Life Music社 社長
- ジェリー・スティラー - 俳優
- ディック・ストックトン - スポーツキャスター
- John Sykes - VH1社 設立者兼元社長。Infinity Broadcasting社 社長
- Arielle Tepper - ブロードウェイプロデューサー
- Mike Tirico - ABC、ESPNスポーツキャスター
- Robin Toner - ニューヨーク・タイムズ記者
- Nick Trigony - Cox Broadcasting社 社長
- ステファニー・ウォルシュ - ピュリッツァー賞受賞 写真報道家
- ジョン・ノーブル・ウィルフォード - ピュリッツァー賞受賞 ニューヨークタイムズ記者
- John Wildhack - ESPN副社長
- ピート・ヨーン - ミュージシャン

### 教育
- Walter Broadnax - クラーク・アトランタ大学学長。
- Kent John Chabotar - ギルフォード大学学長。
- Molly Corbett Broad - ノースカロライナ大学学長。
- マイケル・M・クロウ - アリゾナ州立大学学長。
- A. Lee Fritschler - ディッキンソン大学元学長。
- Jonathan Gibralter - ニューヨーク州立大学学長。
- Richard Hersh - トリニティー大学学長。
- アン・ホプキンス - ノースフロリダ大学学長。
- レオ・ランバート - イーロン大学学長。
- Thomas L. Magnanti - マサチューセッツ工科大学工学部長。
- バリー・ミルズ - ボウディン大学学長。
- ジェイ・オリヴィア - ニューヨーク大学元学長。
- デヴィッド・ポッター - デルタ州立大学学長。
- ドナ・シャララ - 政治学者、元保険福祉省長官、元ウィスコンシン大学マディソン校校長。
- デブラ・スタンレイ - ニューヨーク州立大学学長。
- シドニー・タロウ - 政治学者。専門は比較政治学、社会運動論。
- Mitchel Wallerstein - 政治学者、元国防副次官補、マサチューセッツ工科大学博士課程修了。現シラキュース大教授。
- ギデオン・ドレーパー - 横浜盲学校の創設者。

### 政治家

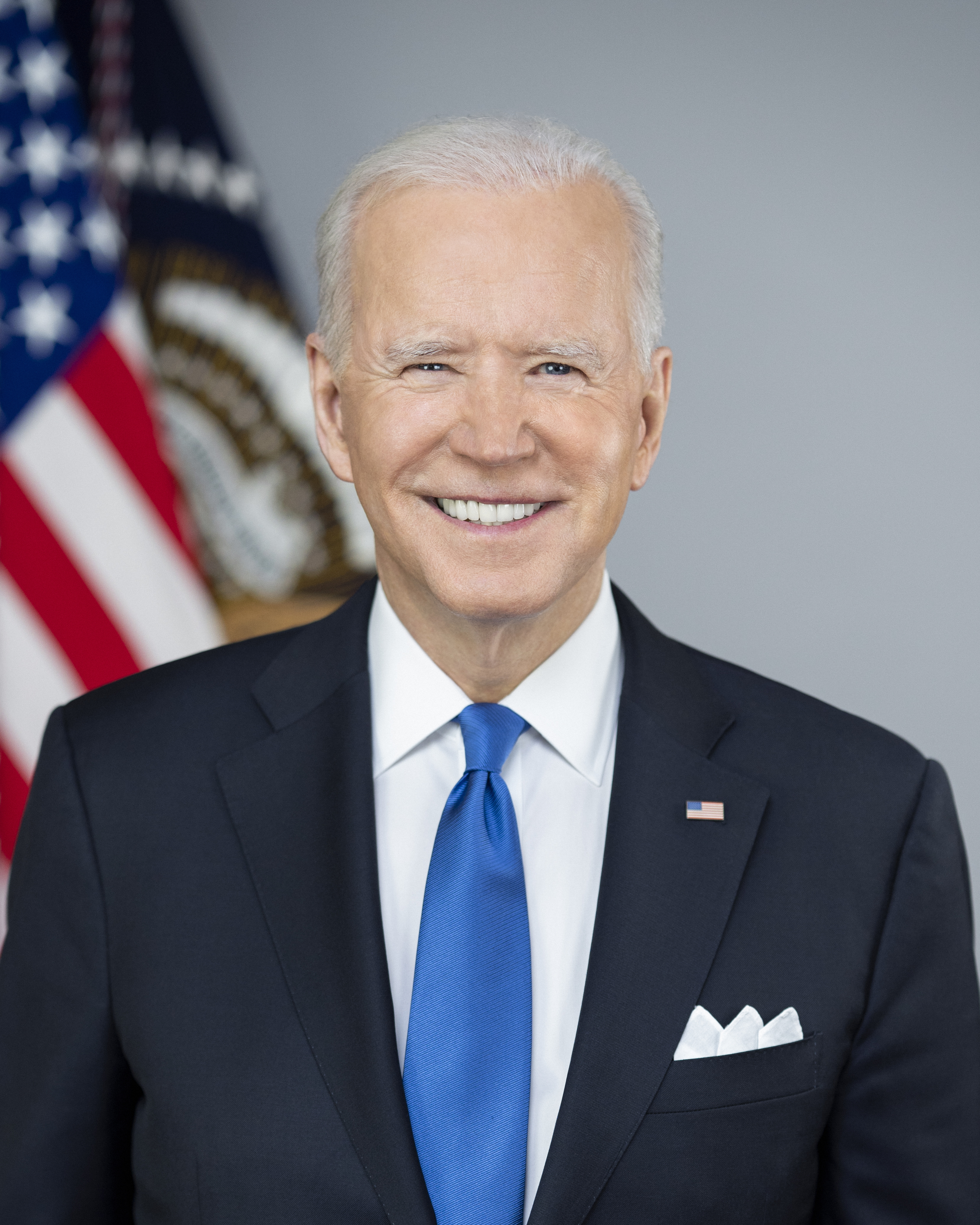
第46代大統領 ジョー・バイデン

- アル・ダマト 元ニューヨーク州選出上院議員
- ダグラス・バークレイ - 元ニューヨーク州選出上院議員
- クレイグ・ベンソン - ニューハンプシャー州選出上院議員
- ジョー・バイデン - 第46代アメリカ合衆国大統領。第47代副大統領。デラウェア州選出上院議員。上院司法委員長。
- John William Blaney III - 米国駐リベリア大使
- Sherwood Boehlert- 下院議員
- ジョン・トーマス・コナー - 元商務長官
- Richard Danzig - 元 海軍長官
- セオドア・マッキー - フィラデルフィア連邦裁判官
- ショーン・オキーフ - 元NASA局長
- Dr. Han W. Pyo - 元大韓民国国連大使
- スティーヴ・ロスマン - 下院議員
- ウォレン・ラドマン - 元ニューハンプシャー州選出上院議員
- Halim Shafie - マレーシアエネルギー・水・通信省事務次官
- ジェームズ・ウォルシュ - 在アルゼンチン米国大使
- ジョン・P・ホワイト - 元国防副次官
- ジャック・ホーナー - 下院共和党全国委員長事務所立法担当補佐官
- キャシー・ホウクル - 第57代ニューヨーク州知事

### 科学、医学、発明

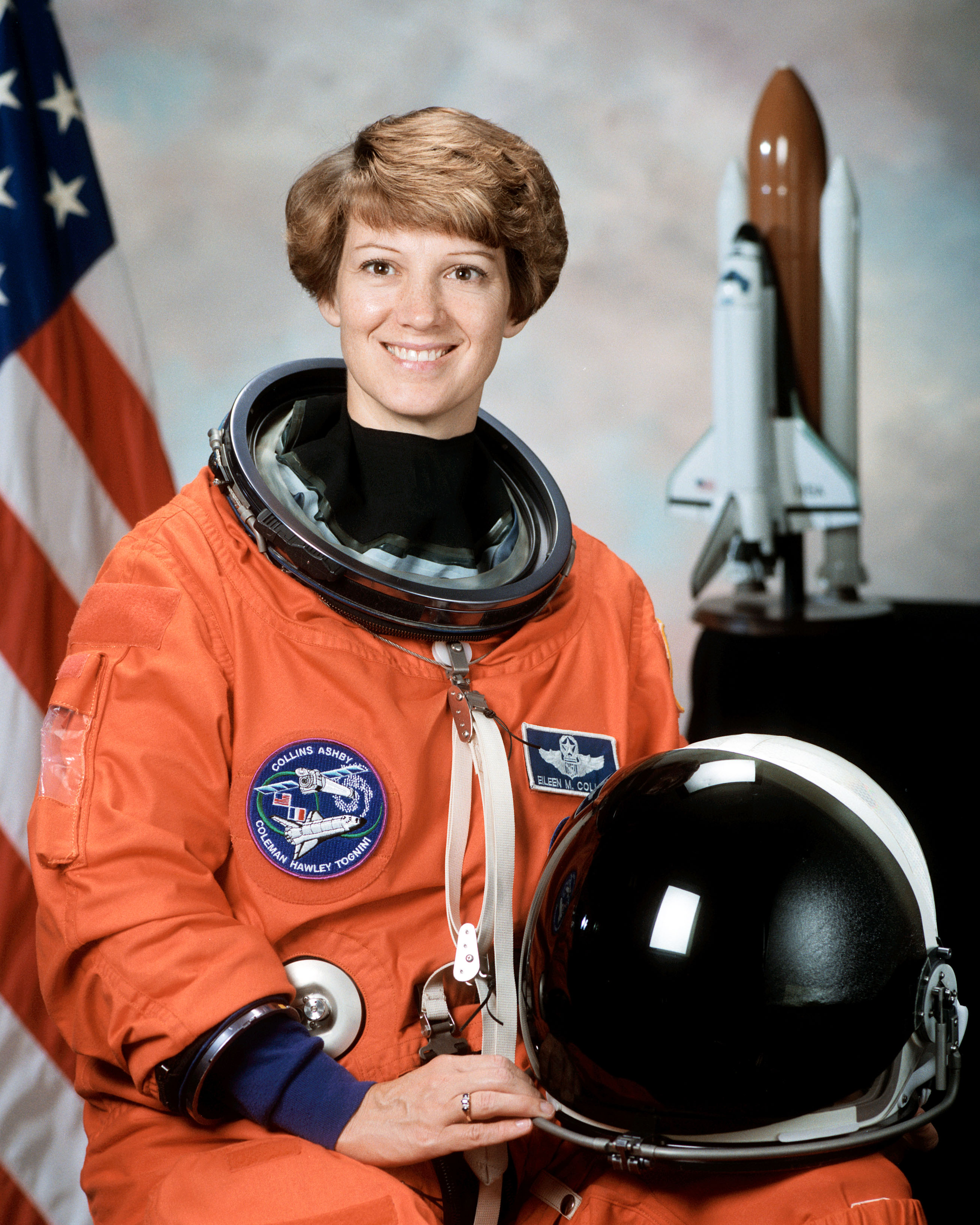
アイリーン・コリンズ

- アイリーン・コリンズ - NASA宇宙飛行士。女性初のスペースシャトル船長
- Edna Kaneshiro- 微生物学者
- ストーリー・マスグレーブ（英語版） - NASA宇宙飛行士
- Elsa Reichmanis- ルーセント・テクノロジー社 高分子化合物及び有機物研究者
- エドワード・ソジャ - 社会学者。地理学者。現カリフォルニア大学ロサンゼルス校都市計画学部教授。

### スポーツ
- カーメロ・アンソニー - NBAバスケットボール
- ハキム・ウォリック - NBAバスケットボール
- マイケル・カーター＝ウィリアムス - NBAバスケットボール(2014年新人王)
- ジェリー・マクナマラ - バスケットボール
- デイブ・ビン - バスケットボール
- ジム・ベンハイム - バスケットボールコーチ（NCAA最多勝利数で殿堂入り）
- ジム・ブラウン - アメリカンフットボール、ラクロス、俳優
- キース・バラック - アメリカンフットボール
- デリック・コールマン - バスケットボール
- ラリー・ゾンカ - アメリカンフットボール
- アル・デービス - NFLオーナー
- シャーマン・ダグラス - バスケットボール
- Gary Gait - ラクロス
- Paul Gait - ラクロス
- マーヴィン・ハリソン - アメリカンフットボール
- フロイド・リトル - アメリカンフットボール
- アーニー・デービス - アメリカンフットボール、ハイズマントロフィー受賞者
- ドノバン・マクナブ - アメリカンフットボール
- アート・モンク - アメリカンフットボール
- マイケル・パウエル - ラクロス
- ケーシー・パウエル - ラクロス
- ライアン・パウエル - ラクロス
- ジョー・モリス - アメリカンフットボール
- Wilmeth Sidat-Singh - アメリカンフットボール、バスケットボール
- マイク・ロトンド - プロレス (NWO)
- ザ・デストロイヤー - プロレス
- サンドマン (プロレスラー) - プロレス
- キャサリン・スウィッツァー - マラソン